# Шаї-Шаї
Шаї-Шаї, Ша́й-Ша́й (порт. Xai-Xai, МФА: [ˈʃaj-ˈʃaj]) — місто в Мозамбіці, адміністративний центр провінції Газа.

## Назва
- Ша́ї-Ша́ї (порт. Xai-Xai, МФА: [ˈʃaj-ˈʃaj][6]) — сучасна назва.
- Жуа́н-Бе́лу (порт. João Belo, МФА: [ʒu.ˈɐ̃w ˈbe.ɫu]) — стара португальська назва до 1975 року.

## Географія
Лежить в гирлі річки Лімпопо у регіоні Мапуталенд.

### Клімат
Місто знаходиться у зоні, котра характеризується кліматом тропічних саван. Найтепліший місяць — січень із середньою температурою 26.4 °C (79.6 °F). Найхолодніший місяць — липень, із середньою температурою 18.5 °С (65.3 °F).
| Клімат Шаї-Шаї          | Клімат Шаї-Шаї | Клімат Шаї-Шаї | Клімат Шаї-Шаї | Клімат Шаї-Шаї | Клімат Шаї-Шаї | Клімат Шаї-Шаї | Клімат Шаї-Шаї | Клімат Шаї-Шаї | Клімат Шаї-Шаї | Клімат Шаї-Шаї | Клімат Шаї-Шаї | Клімат Шаї-Шаї | Клімат Шаї-Шаї |
| Показник                | Січ.           | Лют.           | Бер.           | Квіт.          | Трав.          | Черв.          | Лип.           | Серп.          | Вер.           | Жовт.          | Лист.          | Груд.          | Рік            |
| Середній максимум, °C   | 31,2           | 30,9           | 30,2           | 28,9           | 27             | 25             | 24,9           | 26,3           | 27,7           | 29,1           | 30             | 30,9           | 28,5           |
| Середня температура, °C | 26,4           | 26,4           | 25,6           | 23,6           | 21,1           | 18,8           | 18,5           | 19,9           | 21,7           | 23,4           | 24,7           | 25,9           | 23             |
| Середній мінімум, °C    | 21,7           | 21,9           | 20,9           | 18,4           | 15,3           | 12,6           | 12,1           | 13,6           | 15,7           | 17,6           | 19,4           | 20,8           | 17,5           |
| Норма опадів, мм        | 134.7          | 131.9          | 104.5          | 99             | 89             | 63.9           | 49.6           | 32.8           | 33.6           | 66.3           | 71.6           | 123.2          | 1000.1         |
| Днів з дощем            | 9,1            | 8,8            | 7,5            | 6,9            | 6,6            | 5,6            | 4              | 3,3            | 5,5            | 6              | 6,8            | 8,9            | 79             |
| ----------------------- | -------------- | -------------- | -------------- | -------------- | -------------- | -------------- | -------------- | -------------- | -------------- | -------------- | -------------- | -------------- | -------------- |
| Джерело: Weatherbase    |                |                |                |                |                |                |                |                |                |                |                |                |                |

## Історія
Місто було засноване португальцями на початку 1900-х років, поруч з містом Лоренсу-Маркеш (нині Мапуту). Жуан-Белу ріс і розвивався як сільськогосподарський і промисловий центр (основною продукцією були рис і кеш'ю), тут були розвинені банківська справа і медицина.
Після проголошення незалежності від Португалії в 1975 році, Жуан-Белу був перейменований в Шаї-Шаї. Місто сильно постраждало від повені 2000 року, деякі будівлі занурилися на 3 метри під воду.

## Демографія
Населення міста по роках:
| 1980  | 1997   | 2007   | 2010   |
| ----- | ------ | ------ | ------ |
| 63949 | 103251 | 116343 | 119726 |

## Релігія
- Центр Шай-Шайської діоцезії Католицької церкви.

## Галерея

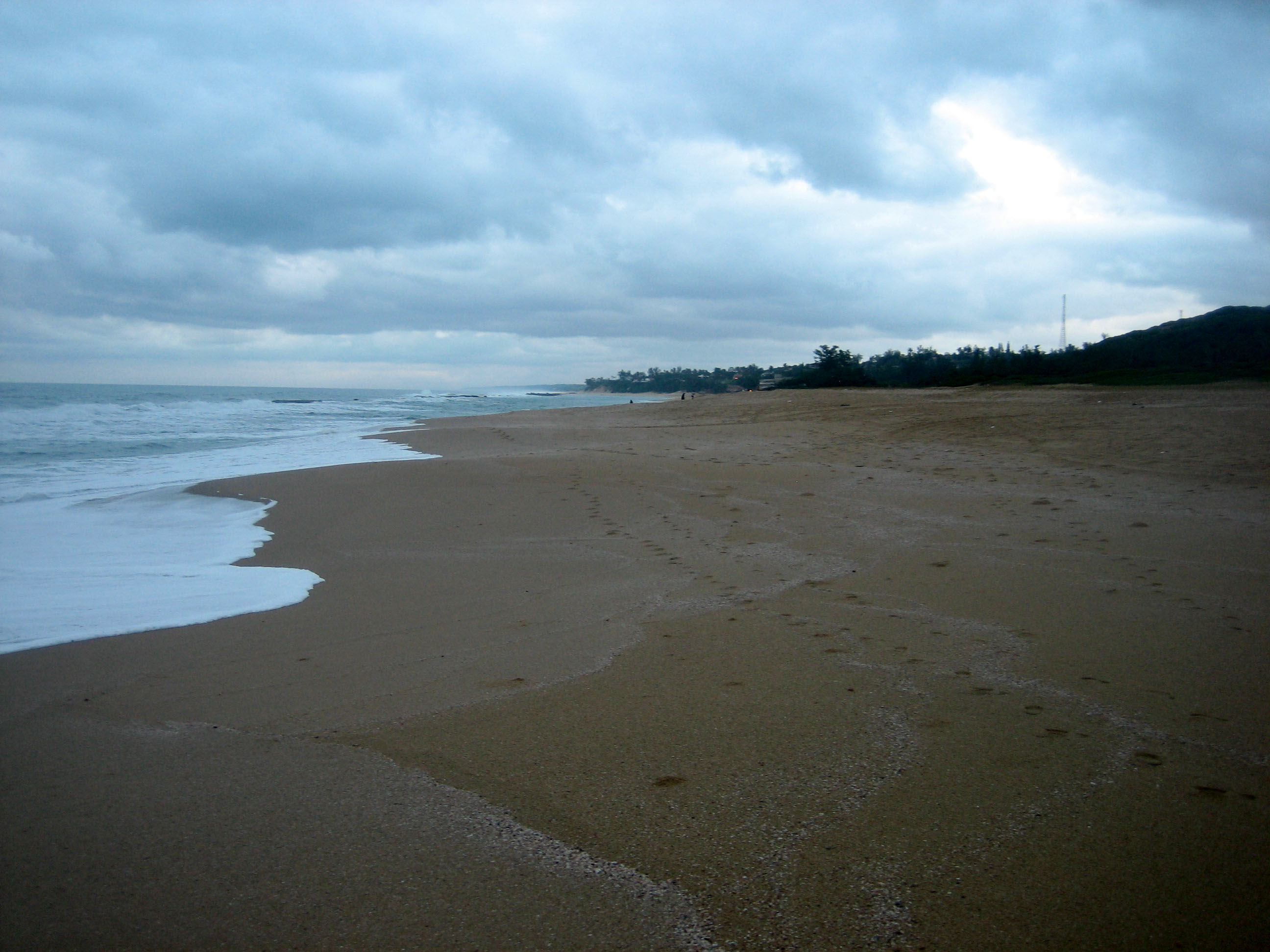
Пляж в Шаї-Шаї
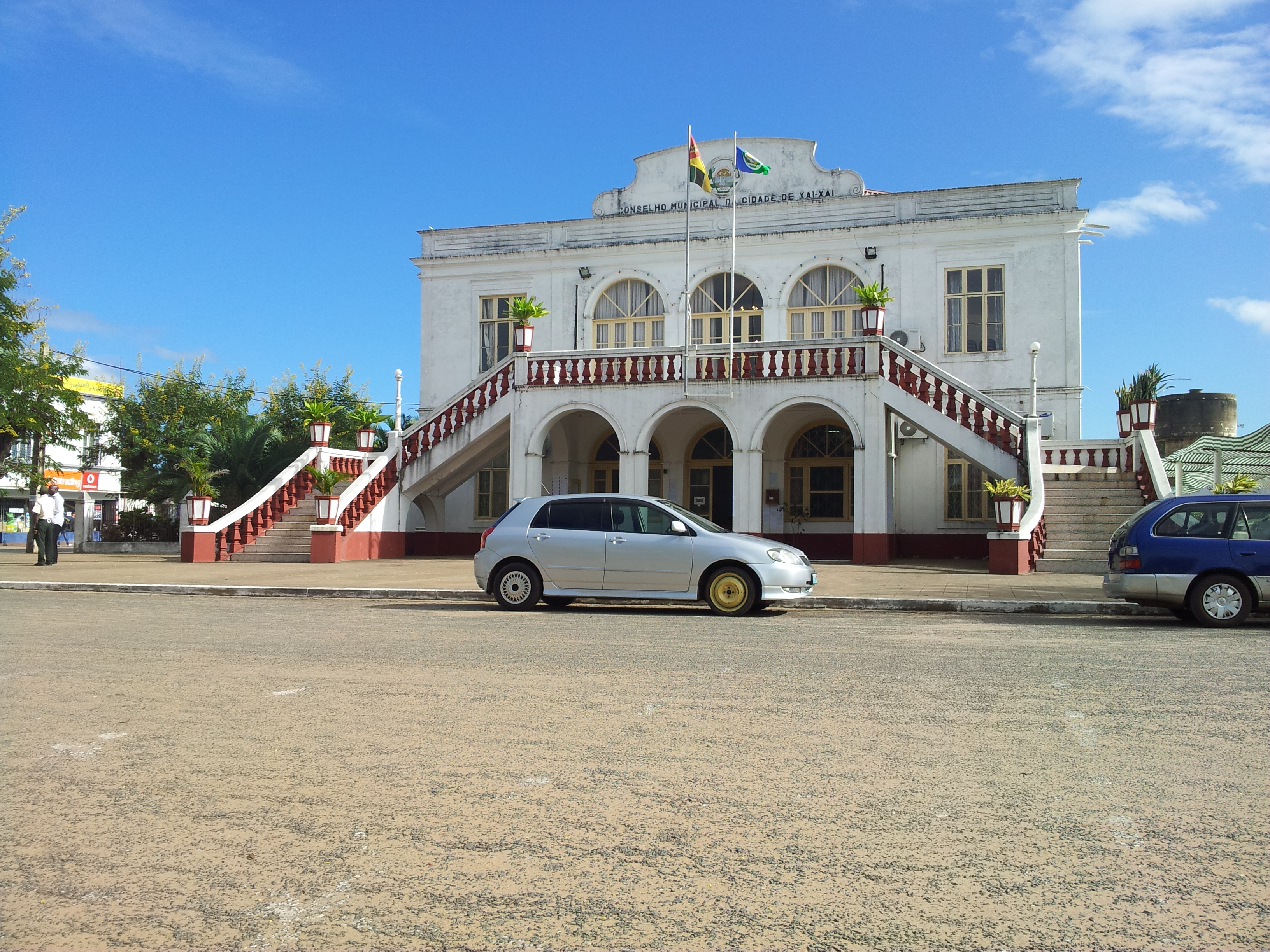
Міська рада Шаї-Шаї
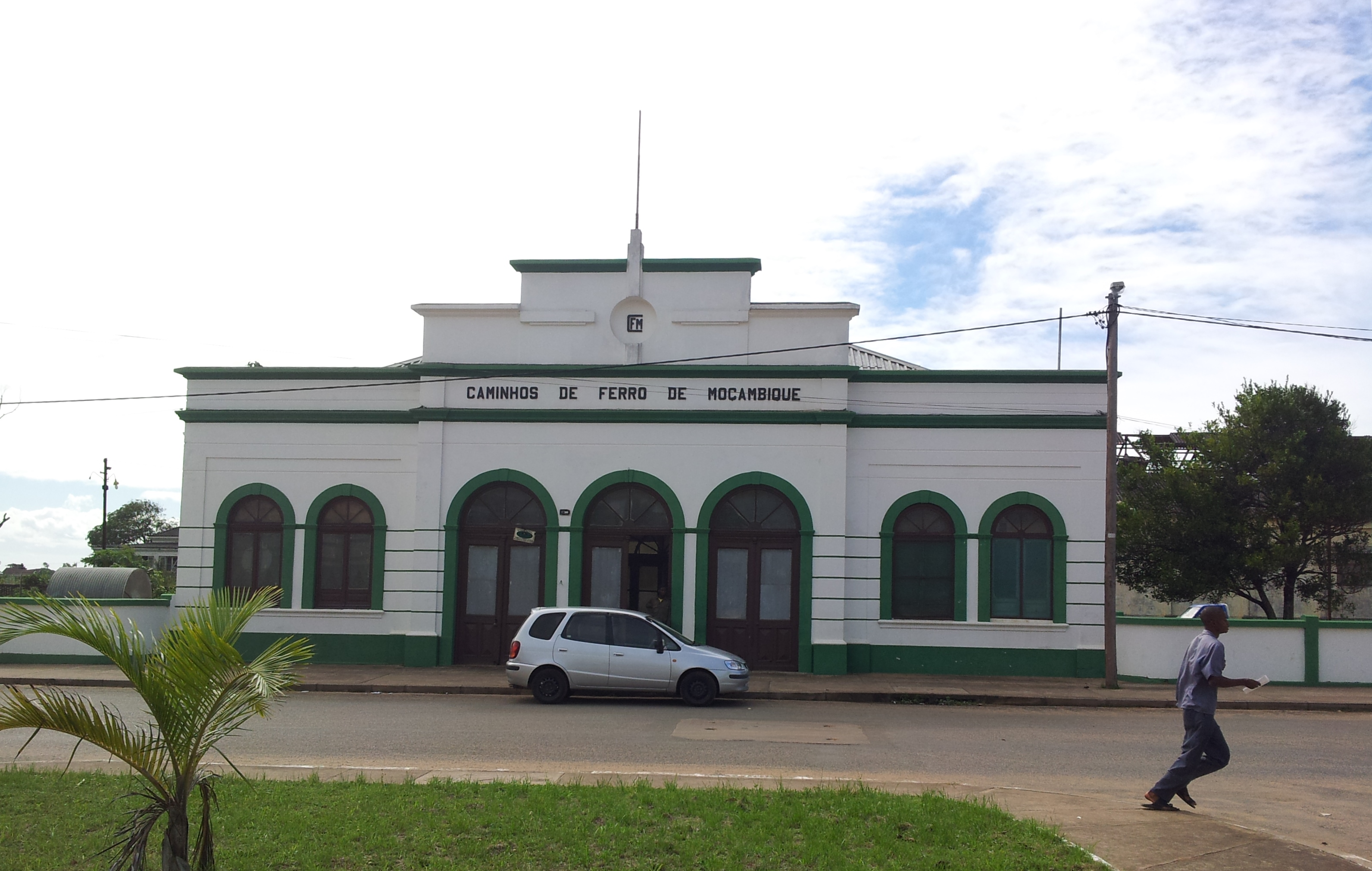
Залізничний вокзал в Шаї-Шаї
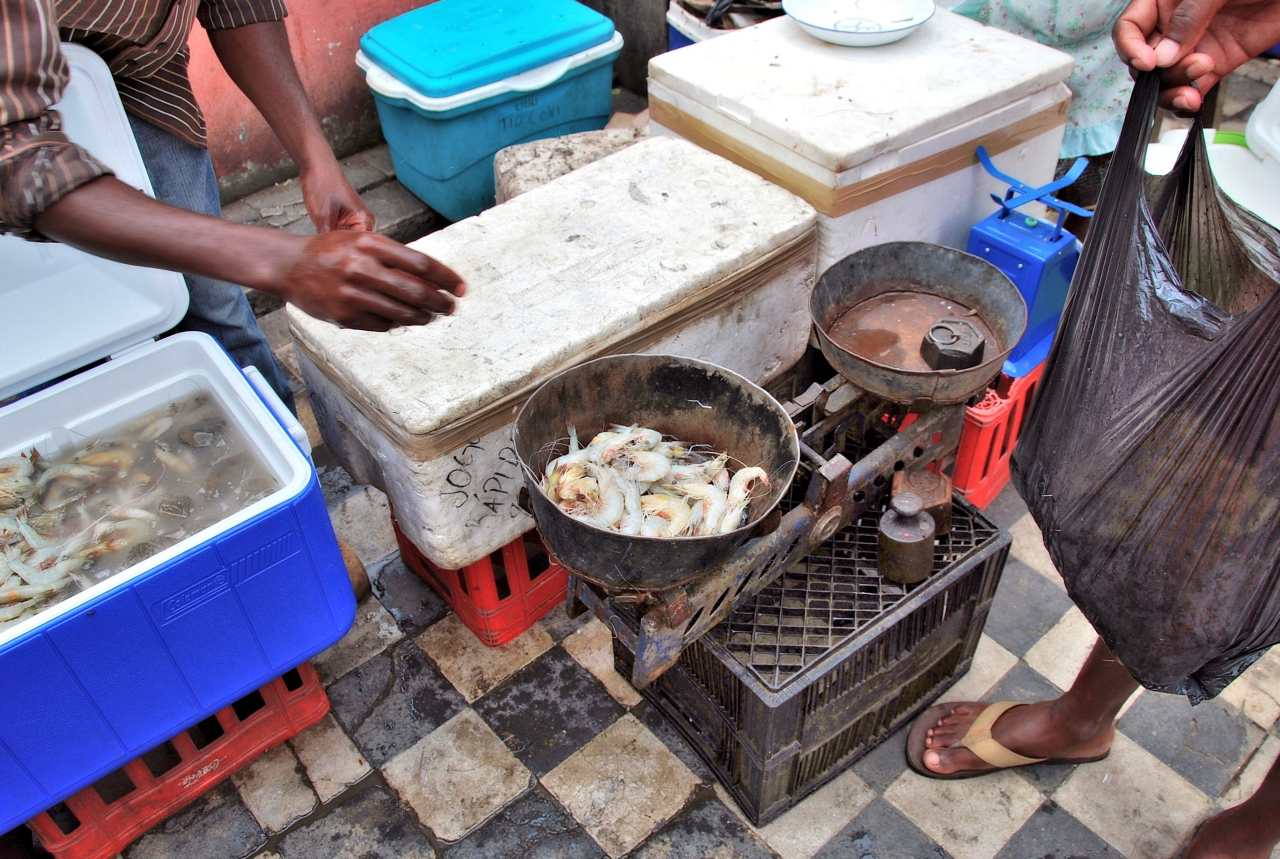
Продаж креветок на базарі в Шаї-Шаї